# صالحیه (دمشق)
صالحیه (به عربی: الصالحیة) یک منطقهٔ مسکونی در سوریه است که در استان دمشق واقع شده‌است. صالحیه ۷۲٬۳۰۳ نفر جمعیت دارد.